# Luna Blaise
Luna Blaise (Los Angeles, 1º ottobre 2001) è un'attrice statunitense.
Ha iniziato a recitare all'età di sei anni con un piccolo cameo nel film del 2008, Vicious Circle. Nel 2013, è stata scritturata nel film d'arte Memoria, prodotto da James Franco, che ha recitato nel film.

## Biografia
Nata a Los Angeles è la figlia del regista Paul Boyd e di Angelyna Martinez.
Ha iniziato a lavorare professionalmente all'età di 5 anni facendo pubblicità e apparendo in varie campagne pubblicitarie di marchi che includevano McDonald's, KFC, Dunkin Hines, Target, Gap e Juicy Couture, solo per citarne alcuni.
Fin dalla tenera età i suoi genitori e amici di famiglia hanno osservato che Luna aveva un naturale amore per la recitazione. Dal momento in cui ha potuto parlare, ha sempre orchestrato trame e creato personaggi emozionanti da dare vita. Ha sempre amato vestirsi e impegnarsi in ruoli drammatici.

## Carriera
Nel 2013 è stata scritturata nel ruolo di Nina nel film indipendente Memoria basato sulla raccolta di racconti Palo Alto: Stories by Franco di James Franco, che è anche produttore esecutivo.
Nel 2014 ha fatto il suo debutto televisivo nella serie della ABC, Fresh Off the Boat, dove interpreta Nicole. Grazie a questo ruolo, nel 2016, riesce a vincere il Young Artist Awards, per la Giovane attrice ricorrente (14-21 anni).
Dopo una serie di altre apparizioni, nel 2018, ottiene il ruolo principale di Olive Stone nella serie televisiva della NBC, Manifest.

## Filmografia

### Cinema
- Konflooent, regia di Raj Pathak – cortometraggio (2008)
- Vicious Circle, regia di Paul Boyd (2008)
- Memoria, regia di Vladimir de Fontenay e Nina Ljeti (2015)
- Surviving Theater 9, regia di Tim McGrath – cortometraggio (2018)
- Concrete Kids, regia di Lije Sarki (2018)
- Aristotle e Dante scoprono i segreti dell'universo (Aristotle and Dante Discover the Secrets of the Universe), regia di Aitch Alberto (2022)
- Jurassic World - La rinascita (Jurassic World Rebirth), regia di Gareth Edwards (2025)

### Televisione
- The Breakdown, regia di Bobby Espinosa – cortometraggio TV (2013)
- Fresh Off the Boat – serie TV, 23 episodi (2015-2018)
- Noches con Platanito – programma TV, puntata 19x507 (2017)
- Manifest – serie TV, 35 episodi (2018-2023)

### Videoclip
- Sweatshirt di Jacob Sartorius (2016)[4]

## Discografia

### Singoli
- 2017 - Over You[5]
- 2018 - Camera Roll[6]

## Riconoscimenti
- 2016 – Young Artist Awards[2]
  - Miglior performance in una serie televisiva - Giovane attrice ricorrente (14-21 anni)